# Sabadell Moderno

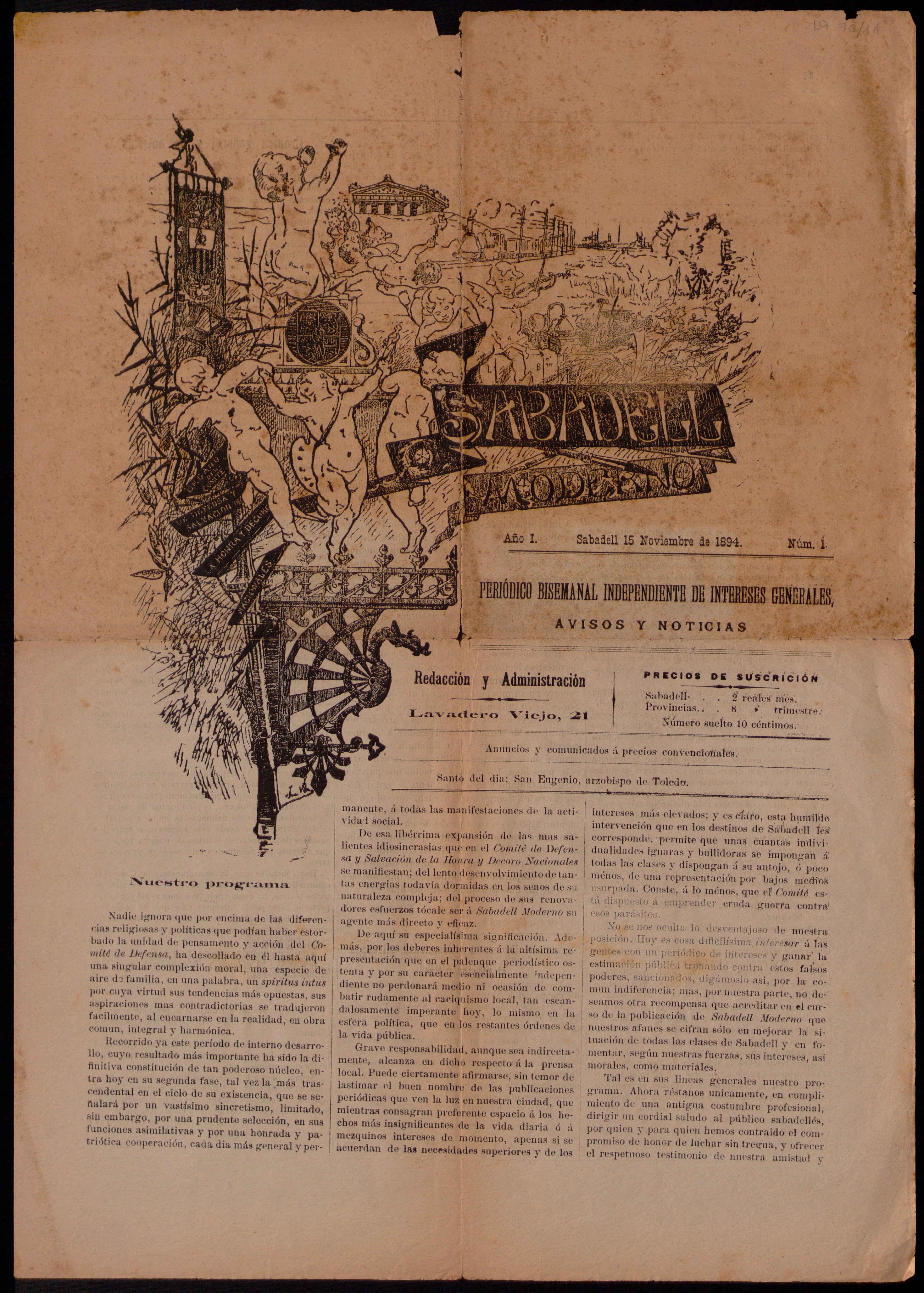
Portada d'una de les revistes de Sabadell Moderno

Sabadell Moderno periódico bisemanal independiente de intereses generales, avisos y noticias" va ser una publicació quinzenal creada al 1894. Un any després de la seva creació, al 1895, va esdevenir publicació diaria. Alhora, va canviar el seu subtítol per "diario independiente de avisos y noticias". Va ser cancel·lada al 1906.

## Origen
La revista va néixer a la ciutat catalana de Sabadell, al Vallès Occidental. Es va fundar el 15 de novembre de 1894. No es té constància de la seva editorial, però sí de la seva impremta. Al principi, va ser Pedro Tugas qui duia a terme la impressió de la revista, però uns anys més tard, van canviar de soci i van encomanar aquesta funció a La Impremta de M.Ribas.

## Història
Als seus inicis, la revista duia el títol de Sabadell Moderno i el subtítol de periódico bisemanal independiente de intereses generales, avisos y noticias. Com el seu propi nom indica, era una publicació bisetmanal. Els seus productors van ser l'Arxiu Històric de Sabadell i la Biblioteca de Catalunya. Va néixer com un diari comarcal al Vallès Occidental.
Un any després del seu naixement, al 1895, va modificar diversos aspectes en la seva publicació. En primer lloc, va esdevenir una revista diària. També va canviar de socis en quant a la impremta i van encomanar la funció a la impremta de M. Ribera. Abans, l'encarregat era Pedro Tugas. Per acabar, va deixar de tenir una capçalera il·lustrada per tenir una tipogràfica.
Un fet curiós a remarcar és que la seva numeració tornava a començar amb l'inici de cada any. 

## Desaparició
La revista va desaparèixer el 30 de desembre del 1906, després d'haver publicat un total de 255 publicacions en el seu darrer últim any de publicació. 

## Relació de directors
No és té constància de cap director o directora de la revista, però sí que se sap, com s'ha dit abans, que va ser administrada per l'Arxiu Històric de Sabadell i per la Biblioteca de Catalunya.